# مله‌رش
مله‌رش، روستایی از توابع دهستان کلاشی بخش کلاشی شهرستان جوانرود در استان کرمانشاه ایران است.

## جمعیت
این روستا در دهستان کلاشی قرار دارد و براساس سرشماری مرکز آمار ایران در سال ۱۳۹۵، جمعیت آن ۲۲۱ نفر (۵۱خانوار) بوده‌است.